# 227 km (obwód riazański)
227 km (ros. 227 км) – przystanek kolejowy w pobliżu miejscowości Bołoszniewo, w rejonie riazańskim, w obwodzie riazańskim, w Rosji. Położony jest na linii Moskwa – Riazań – Samara.